# 誘導体
誘導体（ゆうどうたい、英: derivative）は、有機化学の用語のひとつで、ある有機化合物を母体として考えたとき、官能基の導入、酸化、還元、原子の置き換えなど、母体の構造や性質を大幅に変えない程度の改変がなされた化合物のこと。その改変は実際の化学反応として行えることもあるが、机上のものでも構わない。
例えば、クロロベンゼンはベンゼンのクロロ誘導体、チオフェノールはフェノールのチオ誘導体と表現される。

## 関連用語
- 反応中間体
- 同族体
- 異性体
- 類縁体
- 前駆体